# Parvoscincus agtorum
Parvoscincus agtorum — вид сцинкоподібних ящірок родини сцинкових (Scincidae). Ендемік Філіппін.

## Поширення і екологія
Parvoscincus agtorum відомі з типової місцевості, розташованої в муніципалітеті Сан-Луїс у провінції Аурора, на сході острова Лусон, на висоті 540 м над рівнем моря. Вони живуть у вологих тропічних лісах, поблизу води.